# Vavray-le-Grand
Vavray-le-Grand is een gemeente in het Franse departement Marne (regio Grand Est) en telt 194 inwoners (1999). De plaats maakt deel uit van het arrondissement Vitry-le-François.

## Geografie
De oppervlakte van Vavray-le-Grand bedraagt 7,0 km², de bevolkingsdichtheid is 27,7 inwoners per km².
De onderstaande kaart toont de ligging van Vavray-le-Grand met de belangrijkste infrastructuur en aangrenzende gemeenten.

## Demografie
Onderstaande figuur toont het verloop van het inwonertal (bron: INSEE-tellingen).